# 羅馬市電車和公共汽車公司
羅馬市電車和公共汽車公司（ATAC S.p.A.），是意大利的公營企業，主要營運羅馬市內大部分的公共交通、停車收費咪錶及停車轉乘的車位。有軌電車、無軌電車、地鐵和大部分的巴士路線都被納入它的管理範圍。